# Johann Joachim Quantz
Johann Joachim Quantz (30. januar 1697–12. juli 1773) var en tysk fløjtenist, fløjtefabrikant og komponist. Han blev født i Oberscheden, nær Göttingen i Tyskland og døde i Potsdam.
Quantz begyndte sine musikalske studier som barn sammen med sin onkel (hans far – en smed – døde da Quantz var lille), og fortsatte dem senere i Dresden og Wien. Det var mens han var musiker hos August 3. af Polen at han begyndte at koncentrere sig om fløjten, og spillede i stigende grad mere herpå. Han blev efterhånden kendt som en af Europas bedste fløjtenister og rejste rundt i Frankrig og England. Han begyndte at fremstille fløjter, lære andre at spille på fløjte og blev også komponist hos Frederik den Store af Preussen i 1740. Han var nyskabende indenfor fløjtedesign og tilføjede for eksempel flere toner for at hjælpe med intonation.
Selvom Quantz skrev meget musik, hovedsageligt for fløjte (deriblandt cirka 300 solokoncerter til fløjte), er han i dag bedst kendt som forfatter af Versuch einer Anweisung die Flöte traversière zu spielen (1752), en afhandling om fløjtespil. Den bruges i dag af mange som en kilde til information om opførelsespraksis og fløjteteknik i det 18. århundrede.